# Port lotniczy Yinchuan Hedong
Port lotniczy Yinchuan Hedong (IATA: INC, ICAO: ZLIC) – port lotniczy położony obslugujący Yinchuan, stolicę regionu autonomicznego Ningxia, w Chińskiej Republice Ludowej. Został otwarty w dniu 6 września 1997 roku.

## Linie lotnicze i połączenia
| Linia Lotnicza            | Kierunek |
| ------------------------- | --- |
| Air China                 | 1. Pekin 2. Pekin-Daxing 3. Chengdu-Shuangliu 4. Chongqing 5. Hangzhou 6. Hongkong 7. Qionghai 8. Szanghaj-Pudong 9. Tiencin 10. Zhengzhou |
| Air Guilin                | 1. Zhengzhou |
| Beijing Capital Airlines  | 1. Pekin-Daxing 2. Guangzhou 3. Hangzhou 4. Sanya 5. Yining |
| China Eastern Airlines    | 1. Pekin-Daxing 2. Changzhi 3. Chengdu-Shuangliu 4. Chifeng 5. Dalian 6. Guangzhou 7. Hangzhou 8. Harbin 9. Hefei 10. Hohhot 11. Huai’an 12. Jiayuguan 13. Kunming 14. Nanchang 15. Nankin 16. Ordos 17. Qingdao 18. Szanghaj-Hongqiao 19. Szanghaj-Pudong 20. Shenyang 21. Shijiazhuang 22. Taiyuan 23. Urumczi 24. Wuhan 25. Wuxi 26. Xi’an 27. Xining 28. Xinzhou |
| China Express Airlines    | 1. Chongqing 2. Yan’an |
| China Southern Airlines   | 1. Altay 2. Pekin-Daxing 3. Changsha 4. Guangzhou 5. Guiyang 6. Haikou 7. Harbin 8. Nankin 9. Szanghaj-Pudong 10. Shenzhen 11. Urumczi 12. Wuhan 13. Yiwu 14. Zhengzhou |
| Chongqing Airlines        | 1. Guangzhou |
| Colorful Guizhou Airlines | 1. Guiyang |
| Fuzhou Airlines           | 1. Fuzhou 2. Weifang |
| Grand China Air           | 1. Pekin |
| GX Airlines               | 1. Fuyang 2. Jining 3. Yichang |
| Hainan Airlines           | 1. Dalian 2. Guiyang 3. Haikou 4. Zhengzhou |
| Hebei Airlines            | 1. Pekin-Daxing 2. Guyuan |
| Juneyao Airlines          | 1. Hulun Buir 2. Huizhou 3. Nankin 4. Szanghaj-Pudong 5. Wuhan |
| Loong Air                 | 1. Aksu 2. Changchun 3. Changsha 4. Changzhou 5. Chengdu-Tianfu 6. Hangzhou 7. Linyi 8. Ningbo 9. Szanghaj-Pudong 10. Urumczi 11. Wenzhou 12. Wuhan 13. Xi’an 14. Xiangyang 15. Xuzhou |
| Lucky Air                 | 1. Kunming |
| Okay Airways              | 1. Changsha 2. Haikou 3. Hangzhou 4. Nanning 5. Tiencin 6. Urumczi 7. Xiamen |
| Qingdao Airlines          | 1. Aksu 2. Nankin 3. Xining |
| Shandong Airlines         | 1. Anshun 2. Guiyang 3. Hangzhou 4. Hefei 5. Jinan 6. Lanzhou 7. Qingdao 8. Urumczi 9. Wuhan 10. Xiamen 11. Xining 12. Yantai 13. Zhengzhou |
| Shanghai Airlines         | 1. Pekin-Daxing 2. Changchun 3. Changsha 4. Lianyungang 5. Luoyang 6. Szanghaj-Pudong 7. Wenzhou 8. Xi’an 9. Zhangjiajie 10. Zhengzhou |
| Shenzhen Airlines         | 1. Guangzhou 2. Nanchang 3. Nankin 4. Nanning 5. Shenzhen 6. Yichang 7. Zhengzhou |
| Sichuan Airlines          | 1. Chengdu-Shuangliu 2. Chengdu-Tianfu 3. Chongqing 4. Dubaj 5. Guangzhou 6. Guilin 7. Sanya 8. Zhengzhou |
| Spring Airlines           | 1. Hefei 2. Jieyang 3. Nanchang 4. Ningbo 5. Szanghaj-Hongqiao 6. Szanghaj-Pudong 7. Shijiazhuang |
| Tianjin Airlines          | 1. Nantong 2. Urumczi 3. Yulin |
| Urumqi Air                | 1. Guiyang 2. Zhanjiang |
| West Air                  | 1. Jinan |
| Xiamen Air                | 1. Pekin-Daxing 2. Changsha 3. Chongqing 4. Fuzhou 5. Hangzhou 6. Harbin 7. Jining 8. Luoyang 9. Qingyang 10. Qinhuangdao 11. Quanzhou 12. Szanghaj-Hongqiao 13. Tiencin 14. Urumczi 15. Xiamen 16. Zhengzhou 17. Zhuhai 18. Zunyi |